# Quinta de Salut l'Aliança
La Quinta de Salut l'Aliança és un edifici modernista ubicat als carrers de Sant Antoni Maria Claret, Padilla, Castillejos i Travessera de Gràcia de Barcelona, catalogat com a bé amb elements d'interès (categoria C). Actualment, acull el centre sociosanitari Hestia Palau.

## Història
El 1904, la Mutualitat de Previsió Social del gremi de cambrers de Barcelona va començar a donar serveis en una petita clínica el 1904 a Sant Gervasi, fins que el 1915 va començar la construcció de la nova clínica, projectada el 1915 per l'arquitecte Josep Domènech i Mansana. Eduardo Dato, president del Govern espanyol, va presidir la col·locació de la primera pedra.
Entre 2001 i 2002, els arquitectes Ricard Pié i Juan Pablo Saucedo (BCpN) van projectar un nou edifici a l'emplaçament del cos lateral del carrer de Padilla, que allotja l'escola d'infermeria i fisioteràpia de la Fundació Blanquerna.

## Fons documental
Des del 2005, el fons documental de la institució (1904-2002) s'aplega a l'Arxiu Nacional de Catalunya. S'ha conservat bona part dels documents de la gerència (estatuts, reglaments, memòries, Junta Rectora, llibres d'actes, copiadors de correspondència); comptabilitat de la seu central i de les clíniques de Vic, Girona i Sabadell; fulls de salaris dels anys 1940; publicacions; i comunicació i projecció pública. La documentació d'aquest darrer apartat és la més significativa, incloent un gran nombre d'àlbums fotogràfics dels diversos establiments i de les activitats de la mútua, pel·lícules en diferents formats i l'arxiu sonor.

## Descripció
Edifici de grans dimensions en el que es poden distingir tres cossos: el central, que correspon al projecte original, i dos de laterals, dels quals el del carrer de Castillejos és el més semblant al primer. En el cos central, al qual s'accedeix a través d'un vestíbul de gran austeritat ornamental, es troben els serveis generals. Les habitacions es distribueixen al voltant de dos patis de grans dimensions amb claraboia. La façana utilitza l'estuc com a material bàsic del parament i l'obra vista en el ràfec; la gran balustrada que recorre el primer pis, i l'emmarcament de les obertures de gran variació formal; els relleus de temàtica floral als capitells de les columnes; la pedra artificial en el coronament.
Tot i la data tardana, es pot adscriure al modernisme.